# Gustaw Bisanz

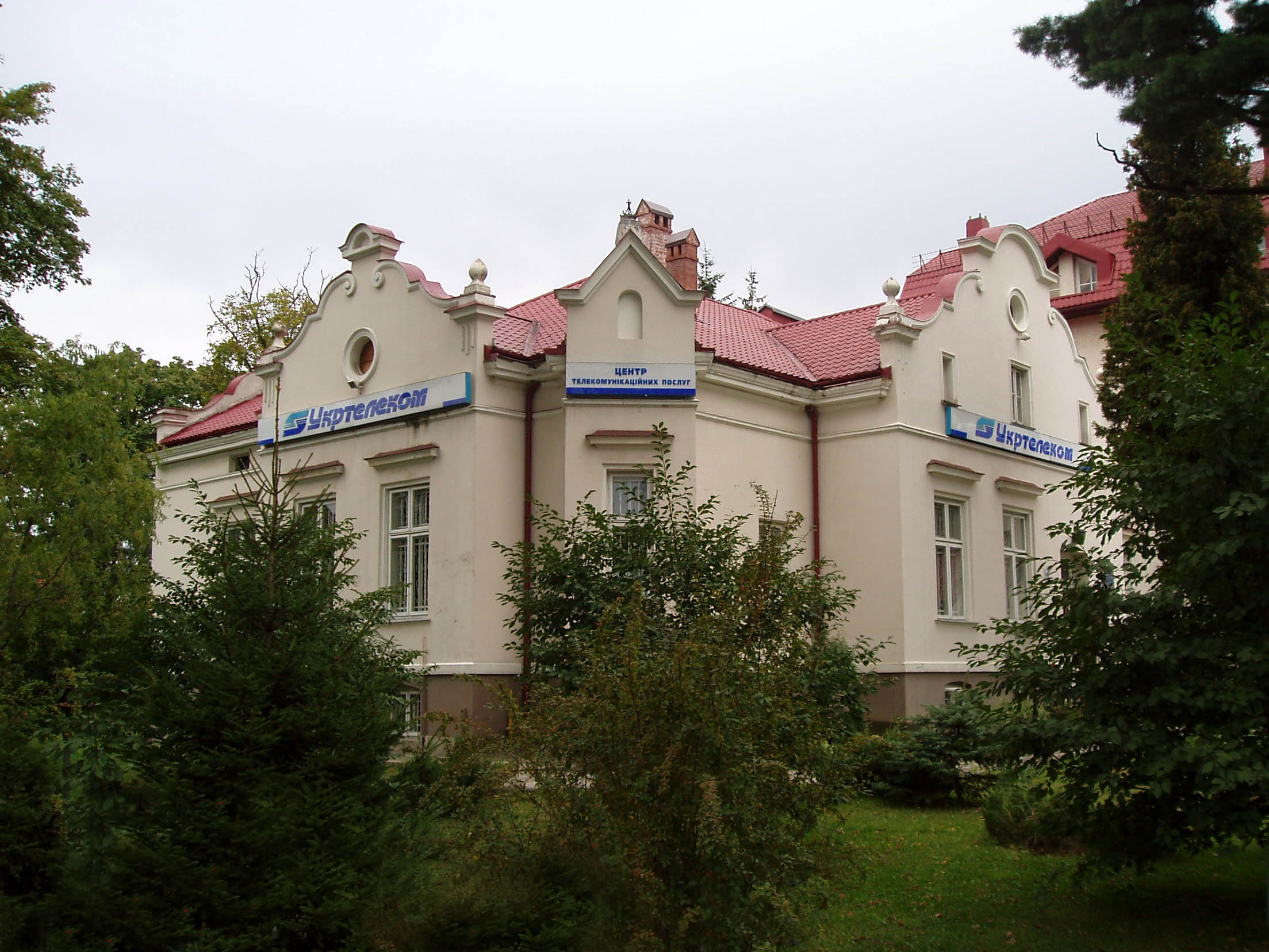
Willa własna przy ulicy Andrzeja Potockiego (obecnie ul. generała Czuprynki 72), Lwów

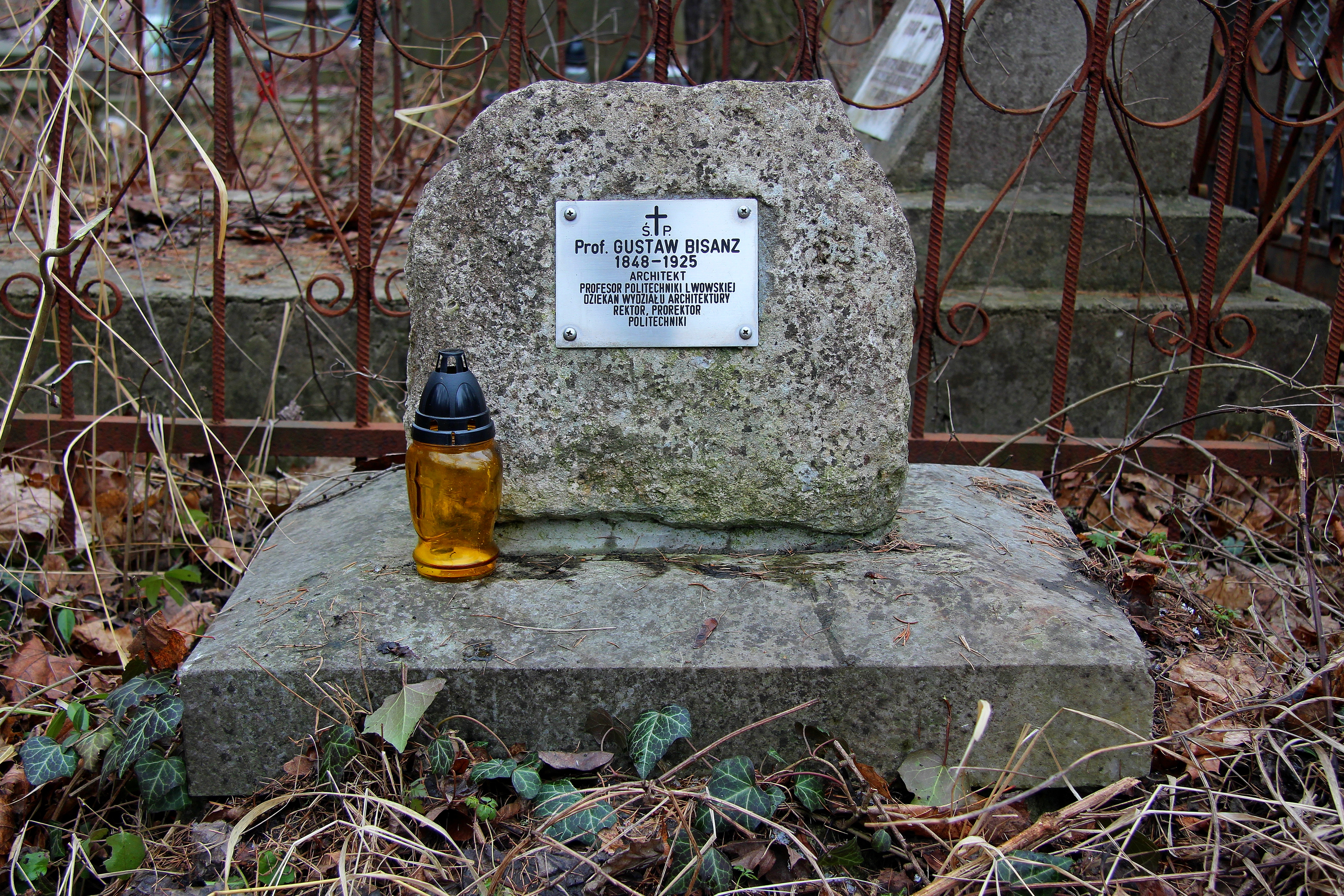

Gustaw Bisanz (ur. 30 sierpnia 1848 w Kawczymkącie, zm. 3 października 1925 we Lwowie) – polski architekt niemieckiego pochodzenia, dwukrotny (1888–1889 i 1898–1899) rektor Politechniki Lwowskiej, wieloletni dziekan Wydziału Architektury Politechniki.

## Życiorys
Urodził się w rodzinie pochodzącej z Niemiec, po ukończeniu gimnazjum wyjechał do Wiednia, gdzie rozpoczął studia na tamtejszej Politechnice, w 1868 przeniósł się do Lwowa i kontynuował studia w Akademii Technicznej. Od 1872 był asystentem w Katedrze Budownictwa Ogólnego, w 1873 otrzymał dyplom ukończenia. W latach 1872–1875 projektował pod kierunkiem Juliana Oktawiana Zachariewicza gmachy Politechniki. Od 1876 był asystentem w nowo powstałej Katedrze Konstrukcji Stalowych. Od 1877 do końca życia należał do Towarzystwa Politechnicznego we Lwowie. W 1878 uzyskał tytuł profesora nadzwyczajnego, a 1883 profesora zwyczajnego. Wiele razy był wybierany na dziekana Wydziału Architektury, a dwa razy (1888–1889 i 1898–1899) był rektorem. Od 1889 przez rok był członkiem zespołu redakcyjnego Czasopisma Technicznego i Allgemeine Bauzeitung. Wielokrotnie zasiadał w jury konkursów architektonicznych, napisał podręcznik „Budownictwo”. W 1910 przeszedł w stan spoczynku. Został pochowany na Cmentarzu Łyczakowskim we Lwowie.
Był stryjem Alfreda Bisanza.

## Dorobek architektoniczny
- I nagroda Towarzystwa Zachęty Sztuk Pięknych za projekt sali uzdrowiska w Ciechocinku (1875)
- Cerkiew greckokatolicka pw. Wstawiennictwa Najświętszej Marii Panny w Zadarowie (1886)
- Kaplica w Zakładzie dla Chorych Umysłowych na Kulparkowie
- Kamienica dochodowa przy ulicy Kornela Ujejskiego we Lwowie (obecnie ul. Mykoły Ustyanowycza 10) (1890)
- I nagroda na projekt budowlany Muzeum Przemysłu we Lwowie (1890) – niezrealizowany, gmach zrealizowano według konkurencyjnego i tańszego projektu Józefa Kajetana Janowskiego i Leonarda Marconiego
- I miejsce w konkursie na gmach Szkoły Inżynieryjnej przy ulicy Teatralnej 17 we Lwowie (Tadeusza Rutowskiego) (1890–1892)
- Drewniana kaplica w Brzuchowicach (1893)
- Willa własna przy ulicy Andrzeja Potockiego we Lwowie (obecnie ul. generała Czuprynki 72) (1900–1903)
- Projekt szkoły realnej w Stryju (II miejsce – konkurencyjny projekt Wincentego Rawskiego).